# Distretto di Phu Phan
Il distretto di Phu Phan (in thailandese: ภูพาน) è un distretto (amphoe) della Thailandia, situato nella provincia di Sakon Nakhon.